# Crosne (Essonne)
Crosne é uma comuna francesa localizada a dezoito quilômetros a sudeste de Paris no departamento de Essonne na região da Ilha de França.
Seus habitantes são chamados Crosnois.

## Geografia

### Comunas limítrofes
Crosne é limitada do oeste para o nordeste pelas cidades de Villeneuve-Saint-Georges e, em menor medida, de Valenton no Vale do Marne. Esta fronteira forma assim uma parte do limite entre os departamentos de Essonne e do Vale do Marne. Para o leste, Crosne faz fronteira com a cidade de Yerres; sua fronteira comum atravessa, na sua metade norte, a forêt de la Grange. Para o sul, Crosne compartilha sua fronteira com a cidade de Montgeron, o curso do Yerres formando a maior parte do limite entre as duas cidades.

### Transportes

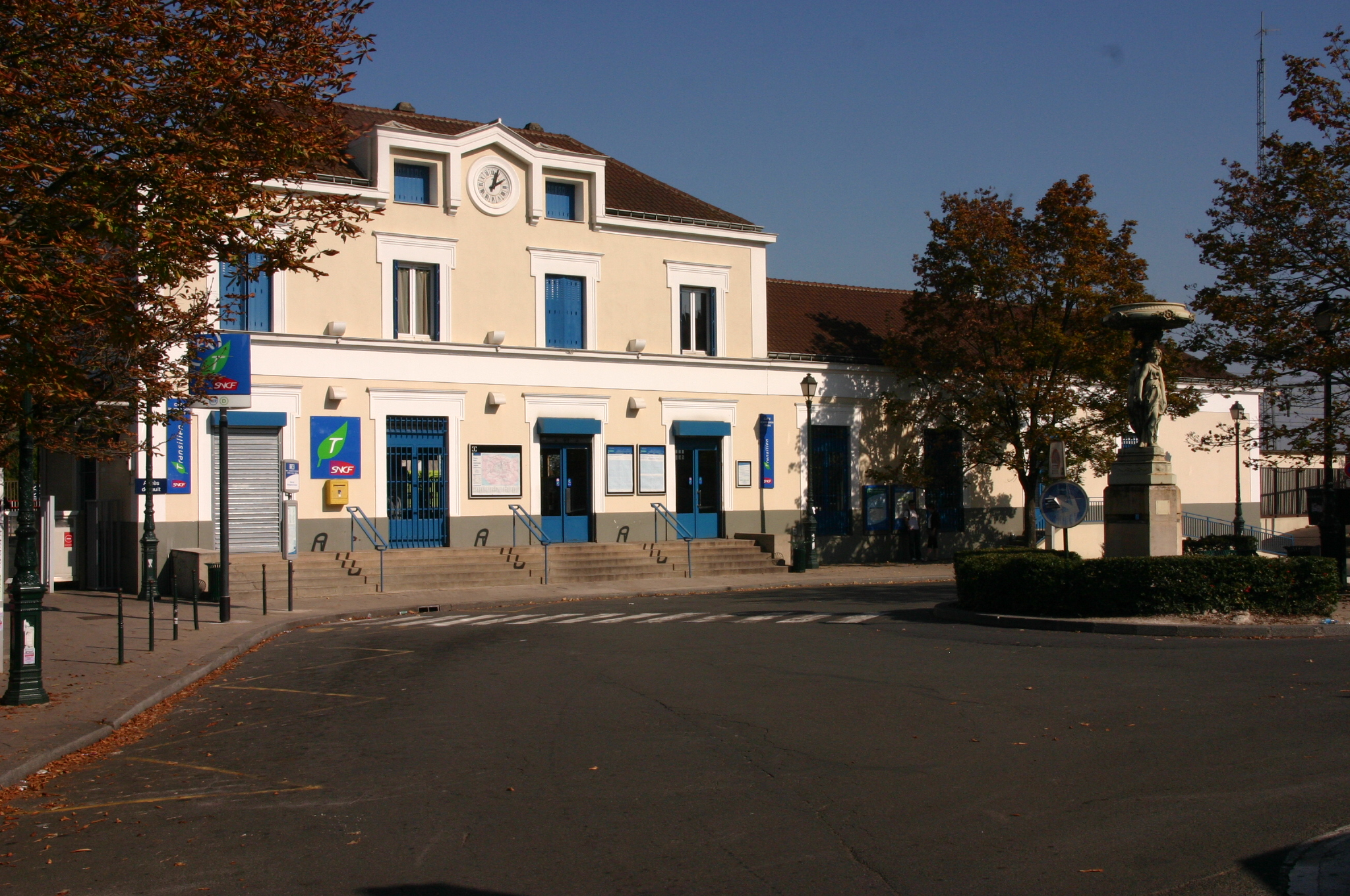
A estação de Montgeron-Crosne.

Crosne é servida por duas estações da linha do RER D2: a estação de Montgeron - Crosne localizada na comuna vizinha e a estação de Villeneuve-Saint-Georges. A primeira estação serve a cidade via linha E da rede de ônibus STRAV (principalmente a parte baixa da cidade) e a segunda via três linhas da mesma rede de ônibus (a linha B para o baixo de Crosne e as duas linhas G e H para a sua parte alta).
As linhas Noctilien N132, N134 e N135, em que as estações estão localizadas nas estações de Villeneuve-Saint-Georges ou Montgeron - Crosne vizinhas, permitem o serviço noturno de Crosne.

## Toponímia
Crona no século XIII, Cronea no século XIII.
Du Cange, em seu "Glossário"., evoca a existência de títulos em latim relacionando o nome de Crosne às palavras crona ou crosna, derivadas da alteração da palavra gronna, significando pântano ou terreno úmido e pantanoso De acordo com o Littré, a palavra crosne (ou crône) é um "termo de pesca", designando "um lugar com grama e raízes nos quais se retira o peixe"

## História

### As origens

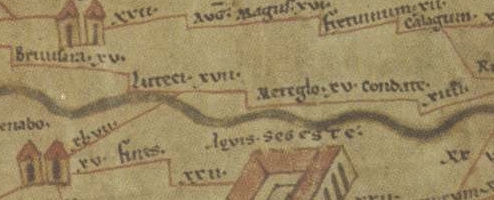
Parte da via romana entre Lutécia (Paris) e Mereglo (Melun); a "chicana" indica o vau de Yerres ao moinho de Senlis.

O sítio de Crosne é habitado desde o Neolítico, como o atestam a descoberta do seu território, dos vestígios que datam a partir deste momento: uma herminette em 1947.. e um machado polido em 1977 Outros restos descobertos em Villeneuve-Saint-Georges ou em Montgeron contribuem para confirmar a presença deste lugar
Impostas pela geografia das bordas de Yerres, o traçado do caminho atual ao longo da margem direita do rio (correspondentes a cerca para a estrada departamental de 32 dos nossos dias), é perdida nas brumas do tempo; por sua situação, ele certamente tem sido, na origem do povoamento definitivo desses lugares.
A estrada romana de Auxerre para Le Havre que ligava Villeneuve-Saint-Georges a Montgeron passava por Crosne, como indica a tábula de Peutinger, e os restos desta estrada, descoberto em 1892 no Petit-Crosne, no local da antiga propriedade Baille-Lemaire; a travessia do Yerres se fazia por um vau localizado no sítio do moulin de Senlis.

### Idade Média

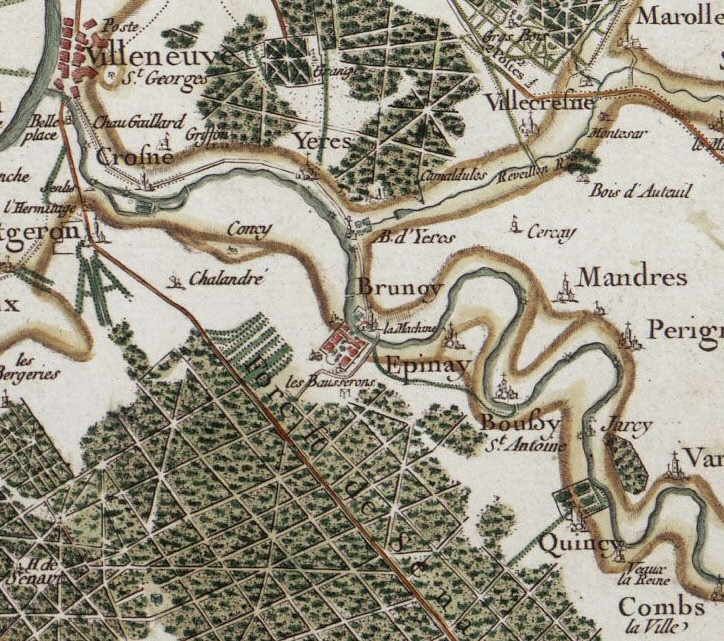
Crosne e a sua região por volta de 1780 (carta de Cassini).

Crosne fez parte da propriedade da abadia de Saint-Germain-des-Prés do século XI; é neste momento que uma simples diferença de Villeneuve-Saint-Georges, apresentando, no entanto, uma capela, conforme indicado na bula de confirmação do papa Alexandre III em 1177 Por anedota, a pequena aldeia de viticultores, em seguida, é dito para produzir um vinho que passou por ser considerado o melhor da região.
Em 1277, o cavaleiro Jehan de Crosne se torna o primeiro senhor leigo de Crosne.
Aparece, no início do século XIV, o nome de Adam de Crosne, cavaleiro: é muito provavelmente o filho de Jehan de Crosne.
Em 1397 ou 1398, Pierre de Savoisy, bispo de Beauvais e segundo filho de Philippe de Savoisy, herda o domínio.
Em 1412, o senhorio esteve em mãos de Pierre Le Verrat (ou Le Veirrat), primeiro escudeiro do rei, preboste de Paris. A aceitação e a enumeração ele faz do rei, apontou para "um cofre-casa, sentado no lugar de Crosne, cercada de muralhas e fossos, água, e os jardins, perto do fosso do chamado forte-casa", bem como "um hotel coberto de palha, a residir um lavrador de terra". Esta é a primeira menção conhecida do castelo da mansão de Crosne e suas dependências.
O século XV vê também o senhorio de passar entre as mãos de Olivier Le Daim, primeiro valete de câmara de Luís XI, bem como aqueles de vários membros da família Chaligaut. O campo tem sido ampliada e enriquecida, como atestando o "hotel" que ganha uma cobertura em telha ou a presença de um moinho.

### Tempos modernos
Em 1509, uma torre de sino é adjunta à igreja, e é observado em um dos pilares do último, com uma inscrição gótica em uma placa no chão, danificada durante a Revolução
Durante o século XVI, o senhorio é substancialmente a propriedade, por seu casamento com Jeanne Chaligaut, de Jacques de Ligneris, presidente do Parlamento de Paris ou de vários membros da família Brûlart, incluindo Noël Brûlart, Procurador-geral do parlamento de Paris, ou de Pierre Brûlart, Secretário de Estado sob Carlos IX e Henrique III.
Em 7 de julho de 1589, as tropas da Liga católica, que fizeram o cerco de Paris, ocuparam Villeneuve-Saint-Georges e seus arredores, e sujeitaram aos habitantes de terríveis exações; Crosne estava nos dias escuros.

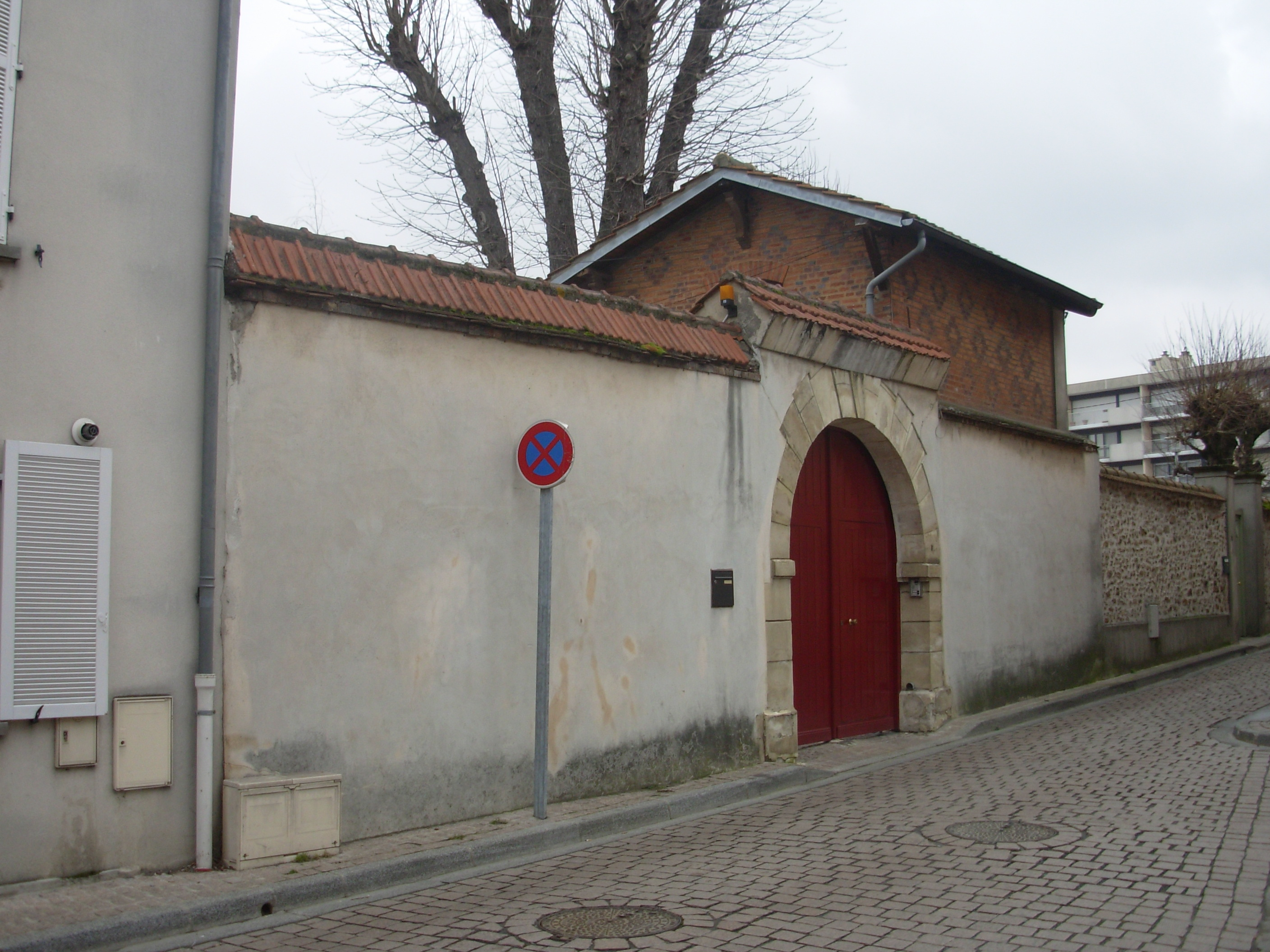
A varanda da casa onde cresceu Nicolas Boileau.

Em 1652, Crosne sofre as duras devastação da guerra, durante a Fronda, quando as tropas de Turenne lutavam com aqueles dos duques de Lorena e de Condé.
Finalmente, em finais do século XVII, o duque Henrique de Harcourt, marechal da França, tornou-se o proprietário do Crosne por causa da herança de sua esposa, Marie-Anne-Claude Brûlart.

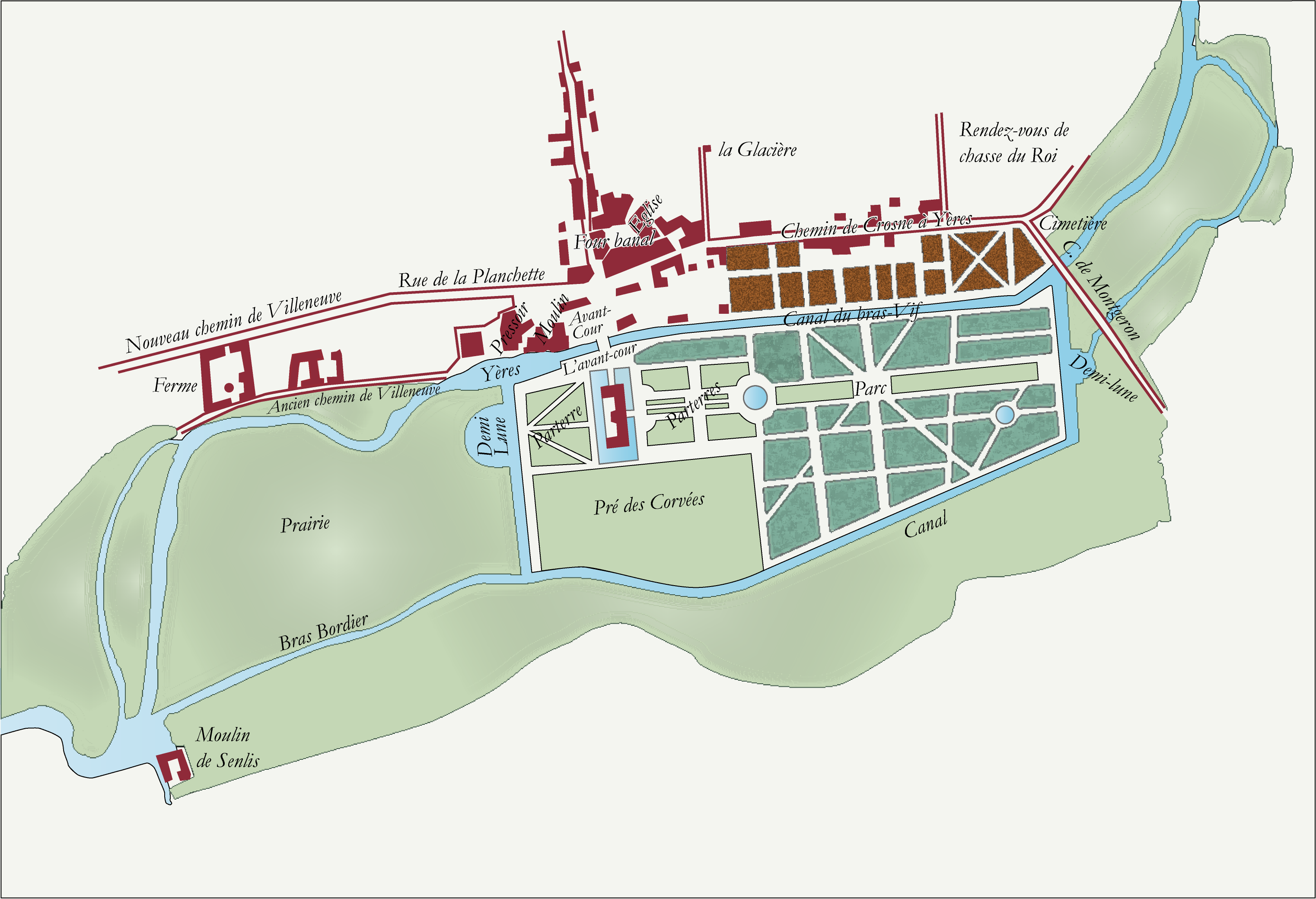
Mapa de Crosne em 1766.

Em 18 de agosto de 1766, a propriedade foi vendida para Pierre Nicolas Caulet d'Hauteville, fazendeiro geral das mensageirias e empresário de suprimentos. Logo, no entanto, não a sair do domínio: em 18 de agosto de 1766, ele dá o usufruto para o duque Louis-Paul de Brancas-Céreste para a soma de duzentos e trinta mil libras, e em 3 de janeiro de 1772, ele vendeu a nua-propriedade para Antoine-Jean-François Mégret de Sérilly, tesoureiro da extraordinária da guerra.
Sendo este último um devedor para com o estado, e tendo fracassado em seus pagamentos, os seus bens são confiscados em junho de 1787. Oferecidos para venda através de leilão público em 5 de setembro de 1791, a propriedade de Crosne cai de volta para Caulet d'Hauteville, a um preço de seiscentos e quinze mil libras. No entanto, o fato de a situação conturbada nascido da Revolução Francesa, que tem lutado para recuperar a posse da propriedade ; apesar de a petição de que o endereço de 14 do frutidor do ano III (5 de setembro de 1791) a Convenção Nacional para reclamar, que decidiu sem nunca ter recuperado a sua propriedade.
Em qualquer caso, o domínio é integrado aos bens nacionais. Em 1 do nivoso do ano VIII (22 de dezembro de 1799), ele é dado à Sieyès como recompensa nacional; mas o proprietário dos locais, o duque de Brancas-Céreste, é recebido como um beneficiário para provar que ele não é um bem nacional e mantém o usufruto. No final, o domínio de Crosne não estava disponível, é a fazenda da Ménagerie, o hotel do conde de Choiseul-Gouffier, que abriga a governança de costumes, e o Hôtel de Monaco com o seu mobiliário, que são a moeda de troca.
Finalmente, no fim do século XVIII, Crosne e Villeneuve-Saint-Georges enfrentaram um breve episódio da reunificação. Em 8 de novembro de 1791, a comuna de Crosne pediu para se associar com a de Villeneuve-Saint-Georges, e a solicitação é encaminhada para o conselho do distrito, em 23 de janeiro de 1792. No entanto, as rivalidades e desentendimentos fizeram que, em julho, em 1792, os Crosnois pedissem por petição para recuperar a sua independência. Em 30 de setembro de 1793, observando que a reunificação nunca foi ratificado pela Convenção Nacional, a comissão executiva do departamento de declara-lo nulo.

### Época contemporânea

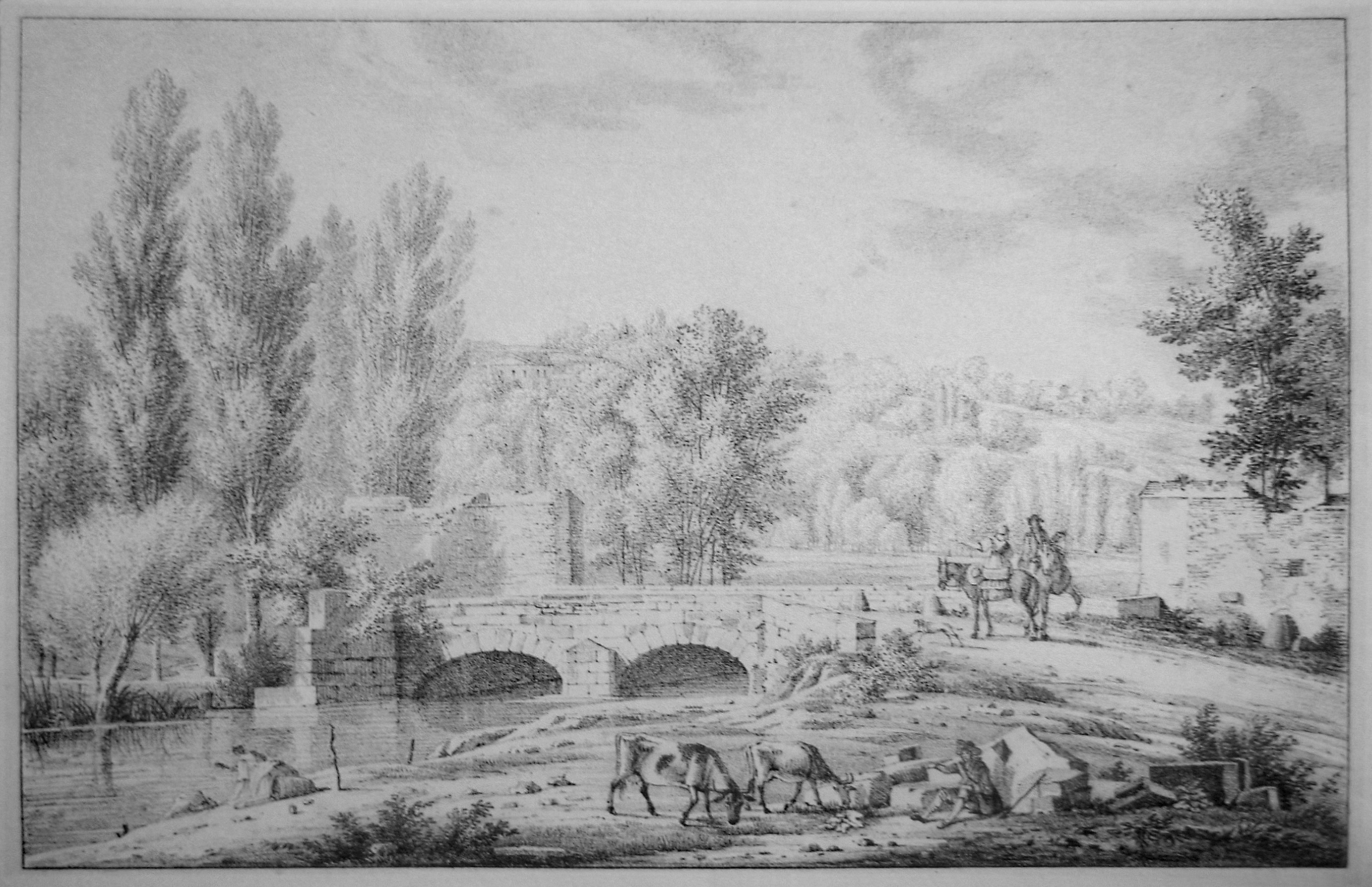
Vestígios do castelo de Crosne. Litografia sobre papel de Godefroy Engelmann, início do século XIX.

Em 4 de junho de 1802, com a morte do duque de Brancas-Céreste, o Estado recupera a plena propriedade do château de Crosne. E é sobre este título que em 17 de janeiro de 1805, Napoleão Bonaparte reservando para si o usufruto exclusivo do palácio de Fontainebleau, para assinar o decreto transferindo o chefe local do Primeira coorte da Legião de Honra de Fontainebleau, no castelo de Crosne. Em 30 de março de 1805, Louis-Alexandre Berthier, Marechal do Império, a Grande Águia, o líder da Primeira coorte, é permitido fixar a sua residência em Crosne. Ele permaneceu lá até 18 de março de 1808. De acordo com o decreto de 28 de fevereiro de 1809, removendo a administração das coortes e relativas a última para a administração central, a propriedade do château de Crosne é transferida por venda à Caixa de amortização.
Posto em adjudicação, o castelo é adquirido ao preço de cento e cinquenta mil francos por Jean Dieudonnat, fazendeiro geral; qualificado de "demolidor de edifícios", Dieudonnat construiu sua riqueza sobre a compra e o desmantelamento de um patrimônio nacional: o domínio de Crosne faz parte do lote. Em uma carta para o comandante da Legião de honra, ele pensou que o castelo está "em estado de degradação não permitir a reparação", pergunte, "para construir uma casa, a menos de escopo [...] em outras dependências" e, finalmente, afirma que ele só pode fazer isso por servir como materiais de construção principal". Além disso, em seu plano de instalações elaborado em 1817, o geógrafo Fessard não menciona que as ruínas no site do castelo, cujas pedras podem ter sido usadas aos Crosnois para suas casas, ou foram enviados para Paris, para orientar o trabalho do barão Haussmann
Dieudonnat foi o prefeito de Crosne de 1815 até sua morte, em 1823. O domínio foi vendido ano depois, durante uma audiência de leilão aos senhores Colin e Jeunesse pela quantia de oitenta mil francos.
Em 1835, Jacques Fromental Halévy compôs a maior parte de sua ópera La Juive em Crosne, na propriedade que tem Henri Duponchel, diretor da Ópera de Paris.
Crosne é devastada pela guerra durante o inverno de 1870-1871, enquanto Paris foi sitiada por tropas alemãs. Ocupada de 1 de janeiro a 17 de março de 1870, Crosne é afetada, entre outras coisas, pela destruição de seus arquivos, que datam de 1853 a 1871.

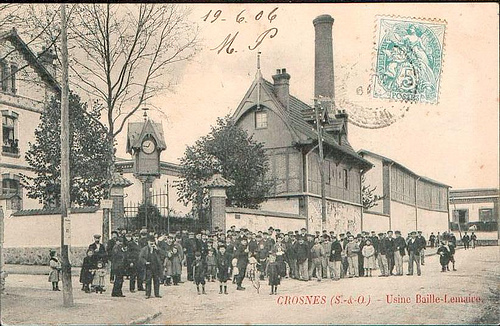
A fábrica Baille-Lemaire, no início do século XIX.

Anteriormente, entre 1886 e 1902, Baille-Lemaire tenta para a indústria automotiva, e o desenvolvimento de alguns veículos a motor para motor de três cilindros a gasolina entregando uma potência de oito cavalos; compromete um dos melhores do automóvel de corrida Paris-Amsterdam-Paris, em 1898. Após a morte de Baille-Lemaire, seu filho Jean-Louis lhe sucederam, mas a fábrica acaba indo abaixo, e o pouco que lhe restou foi repatriado no início da década de 1930 em Paris.
O filho de Alfred Dreyfus, Pierre — cuja mãe Lucie, familiar dos Baille-Lemaire, ajuda a combater o envenenamento por chumbo através da distribuição de leite para os operários da fábrica — retoma em 1938 a fábrica e move-se com um associado uma fábrica de cabos elétricos, a Câblerie de la Seine (que mais tarde se tornaria a Câblerie de Crosne), que tem como clientes a EDF, a SNCF, a RATP ou o exército. A atividade da fábrica se encerra definitivamente em 1993.
Em 31 de janeiro de 1937, Crosne tem a honra de ser a primeira cidade na França a dar o nome de Alfred Dreyfus a uma de suas ruas. p. 9; é debatizada em 15 de junho de 1941, em conformidade com as instruções do Regime de Vichy. No entanto, em 2006, é inaugurada a allée du Capitaine Dreyfus, servindo a nova residência construída no local da antiga fábrica de cabos

## Política e administração

### Geminação
A cidade tem desenvolvido desde 1956 geminação de ligação ou de amizade com várias cidades europeias, e esse esforço é sancionado pelo Pavilhão de Honra (1986), e a Placa de honra do Prémio da Europa (1992), os prêmios dados pelo Conselho da Europa como uma recompensa das comunas ou autoridades locais são particularmente ativas na promoção do ideal europeu.
Crosne assinou acordos de geminação com:
- Belœil (Bélgica) localizada a 223 km.[24]
- Maybole (Reino Unido), em inglês Maybole, localizada a 885 km.[25]
- Schotten (Alemanha), em alemão Schotten, localizada a 520 km.[26]

Ele mantém relações privilegiadas com as cidades de Bogen (Alemanha, geminada com Schotten), Ozimek (Polônia, geminada com Rymarov) e Roccella Ionica (Itália, geminada com Arco).

## Cultura e patrimônio

### Patrimônio arquitetônico
A igreja Notre-Dame-de-l’Assomption, construída entre os séculos XII e XIII tem sido o assunto em 17 de maio de 1982 de uma classificação como monumentos históricos.. O columbário, os edifícios e o telhado do conjunto denominado "ferme de la Seigneurie", têm sido objeto de um registo em 28 de janeiro de 1972

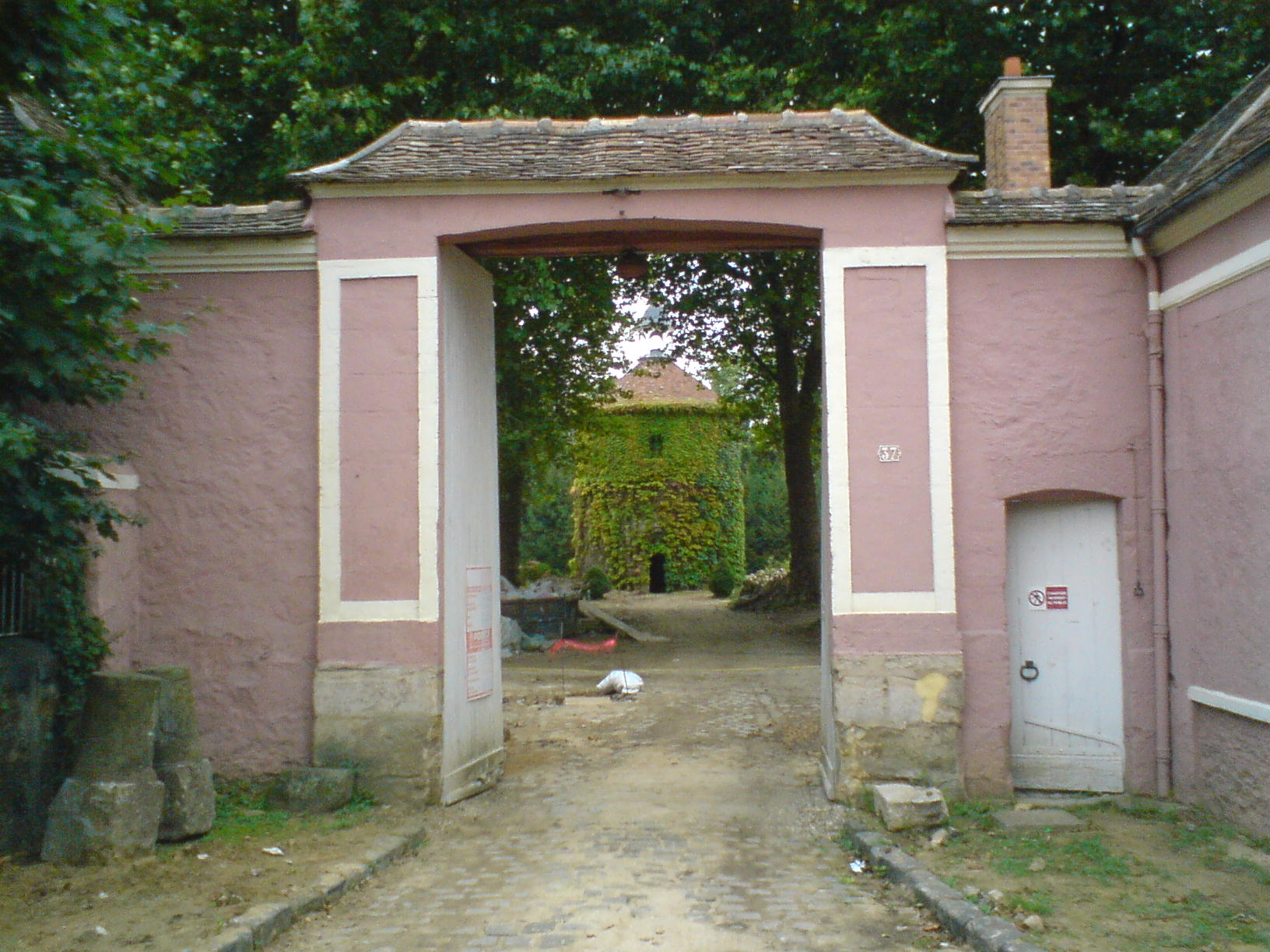
Alpendre da fazenda do Senhorio, com o pombal no plano de fundo. A fazenda está em processo de renovação.
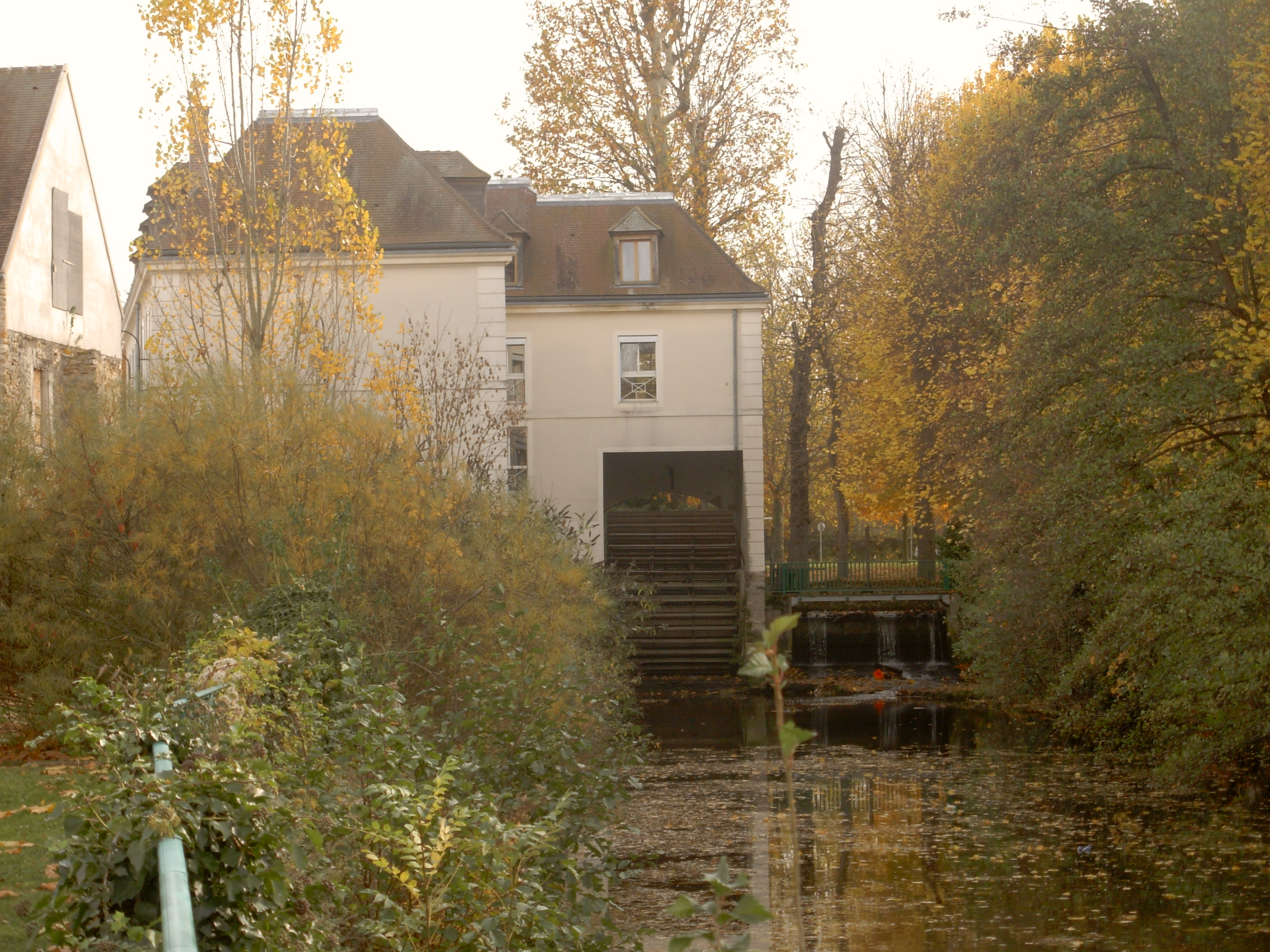
Antigo moinho de vento.
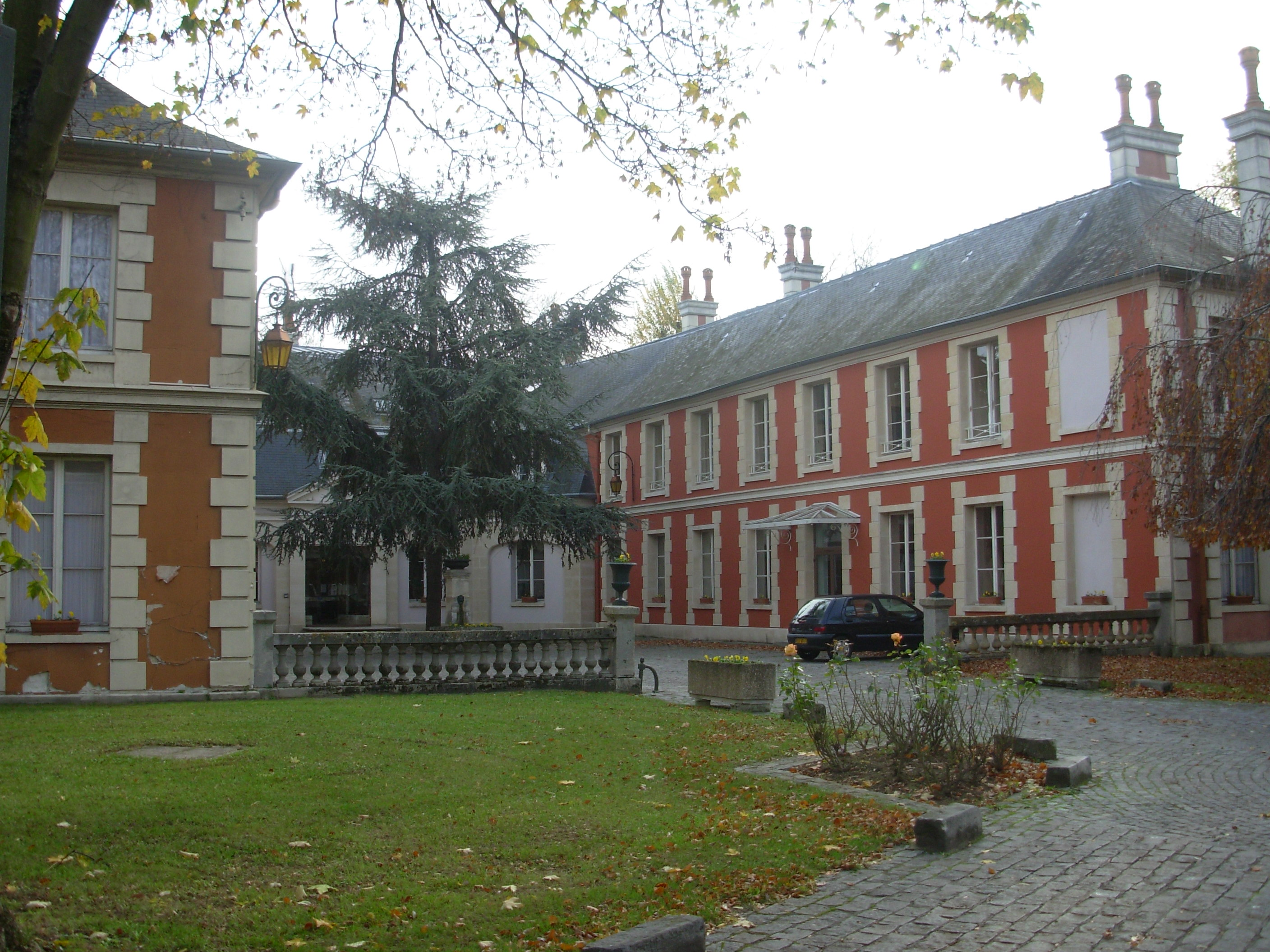
O comum do castelo da mansão de Crosne, está hospedando esses dias uma casa de repouso.
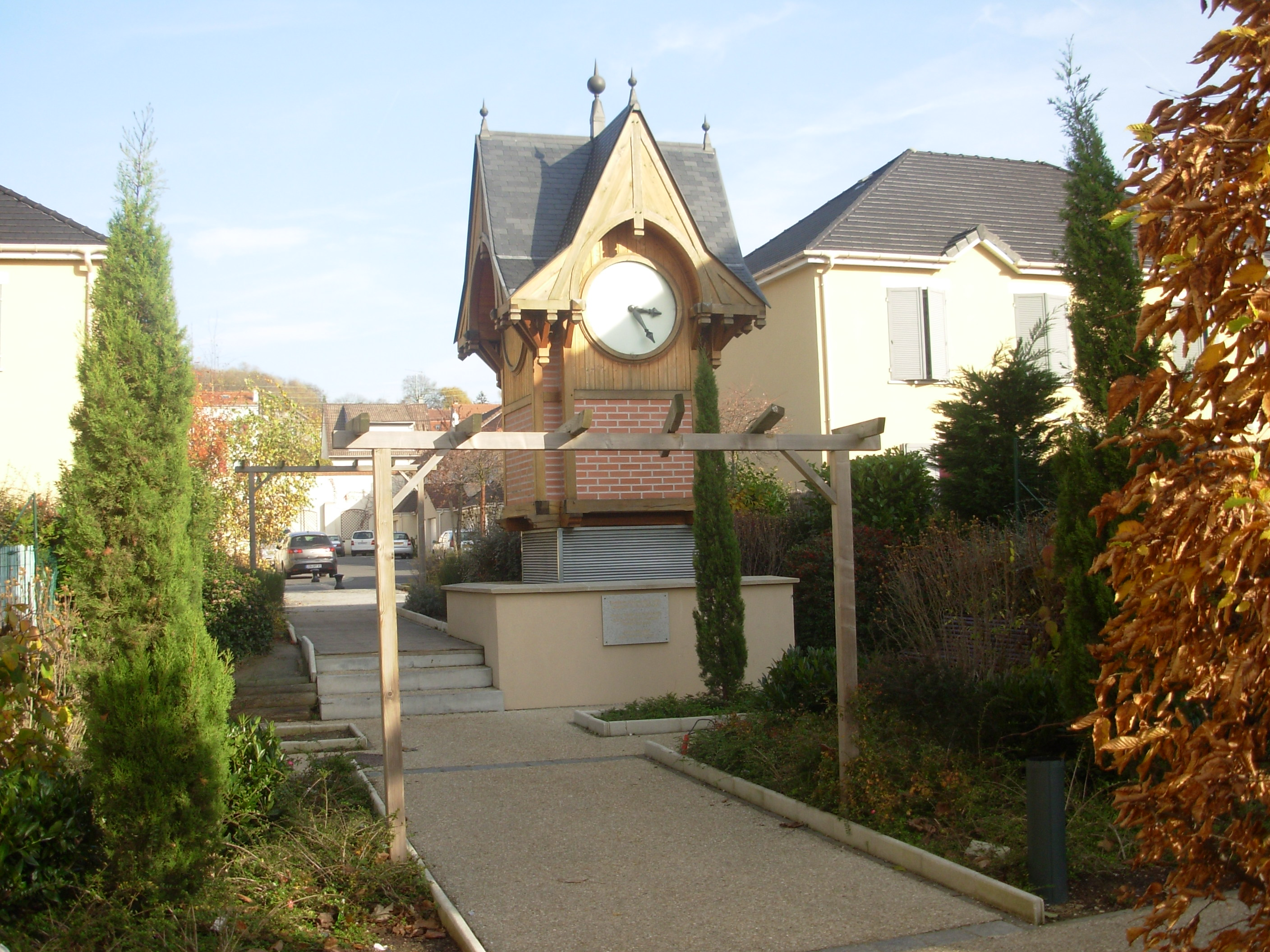
O "Auge" é o último vestígio da fábrica Baille-Lemaire, localizado na Pequena Crosne.

### Personalidades ligadas à comuna

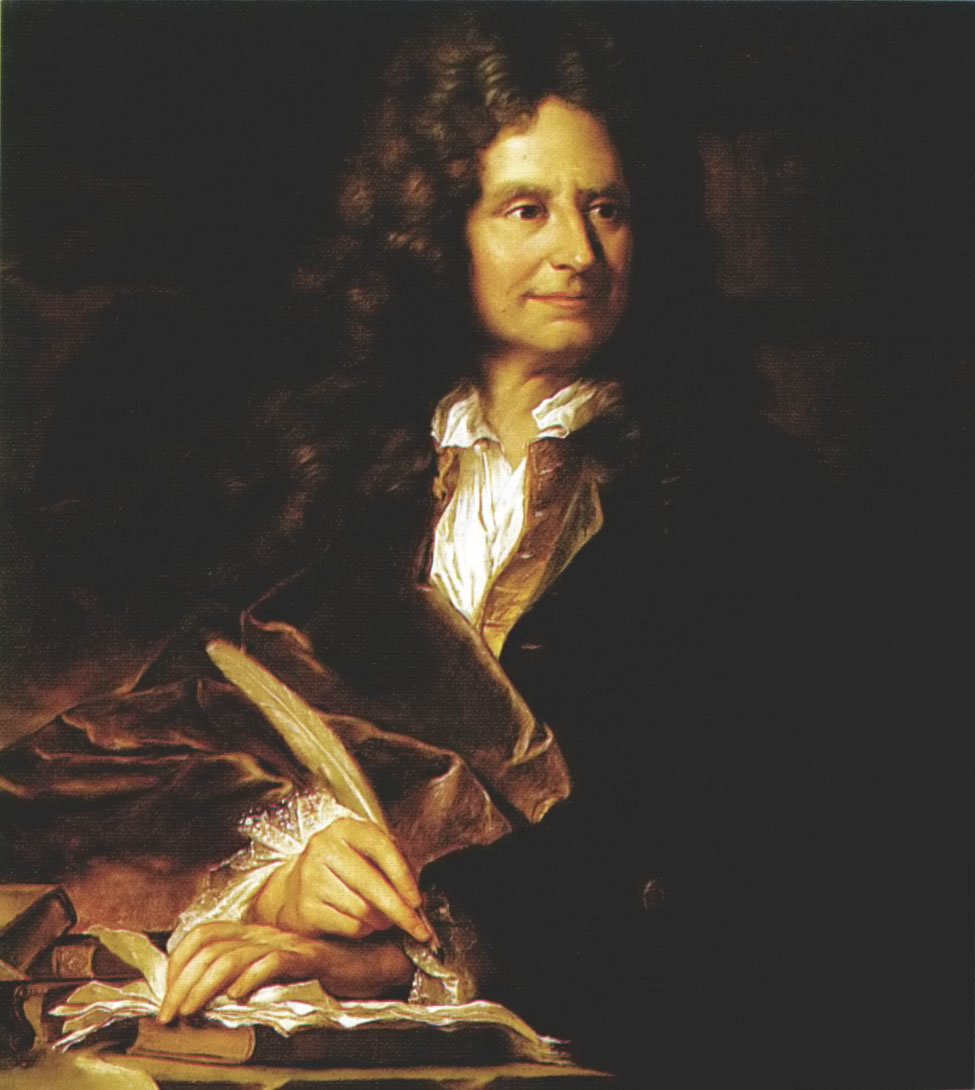
Nicolas Boileau, por Hyacinthe Rigaud.

- Olivier Le Daim (1428-1484), conselheiro de Luís XI, foi senhor.
- Pierre Brûlart (v. 1535-1608), um estadista, foi senhor.
- Nicolas Boileau (1636-1711).
- Jean-Baptiste Colbert de Seignelay (1651-1690), político.
- Louis Lazare Thiroux d Arconville (1712-1789), presidente da câmara do parlamento de Paris, foi senhor.
- Jean-Charles-Pierre Lenoir (1732-1807), magistrado do Châtelet, tenente-geral de polícia, presidente da Comissão de Finanças.
- Louis Thiroux de Crosne (1736-1794), juiz.
- Jacques Fromental Halévy (1799-1862), compositor.
- Erril Laugier (1952-2014), artista-pintor, pastelista impressionista e Mestre Pastelista da França e Embaixador para a Canson.